# 堀田智之
堀田 智之（ほりた ともゆき、1965年11月10日 - ）は、日本の俳優、声優、ナレーター。
熊本県出身。東京俳優生活協同組合所属。東京アナウンス学院卒業。

## 主な出演作品

### テレビドラマ
- ADブギ 第2話「恋におっこちて…」・第9話「最後のプロポーズ」（1991年）※方言指導
- さすらい刑事旅情編IV 第14話「ローカル線で待つ女・不倫の決算書」（1992年）
- 信長 KING OF ZIPANGU 第23話「京への道」（1992年）
- 世にも奇妙な物語「完全犯罪」（1992年）
- さすらい刑事旅情編V 第7話「特急富士B寝台・女カメラマンの謎の死」（1992年）
- かりん 第127話（1994年）
- スーパー戦隊シリーズ
  - 忍者戦隊カクレンジャー（1994年 - 1995年） - 無敵将軍の声
  - 超力戦隊オーレンジャー（1995年 - 1996年） - バーロ兵の声
- 揺れる想い（1995年）
- ひまわり 第94話「子はかすがいじゃないの?」（1996年）
- 土曜ワイド劇場 / 車椅子の弁護士・水島威
  - 第3作「美人コンパニオン殺人事件 消えた盗聴テープの謎を追え 敏腕おんな検事が高級料亭潜入捜査!」（1997年）
  - 第4作「ふたりの夫を殺した女! 敏腕おんな検事が、結婚詐欺師の罠にハマった…!?」（1997年）
  - 第7作「婚約者に殺された女? ホームページに絶対アリバイ…逆転無罪の真相に迫る女検事に危険な罠が?」（1999年）
- ウルトラシリーズ
  - ウルトラマンダイナ 第2話「新たなる光（後編）」（1997年） - TPC隊員
  - ウルトラマンメビウス 第45話「デスレムのたくらみ」（2007年） - KCBニュースキャスター
- 月下の棋士（2000年）
  - 第1局「命がけのバトル今始まる!」
  - 第2局「死闘!! 地獄からの死者」
  - 第3局「運勢最悪 傷だらけの将介の逆襲」
  - 第4局「情は無用 崖っぷち親友と対決」
  - 第7局「衝撃!! 氷室将介出生の秘密」
- YASHA-夜叉-（2000年）
  - 第8話「愛する友よ! 決死の治療」
  - 第11話（最終回）「二人の夜叉、憎しみと愛の果てに」
- 時空警察 PART2（2002年） - 声の出演
- プロポーズ大作戦（2007年）
- 非婚同盟（2009年）
- 冬のサクラ（2011年）
- 相棒（2014年） - 管理人

### 映画
- 超力戦隊オーレンジャー（劇場版）（1995年） - スタッフロボットの声
- 誘拐（1997年）
- トリック劇場版2（2006年） - ジャスパー・マスケリンの声
- クライマーズ・ハイ（2008年）

### ナレーションほか
- NHK人間講座 戦場から届いた遺書
- NNNニュースプラス1
- MUTV
- 大人の趣味と生活向上アクトオンTV
- おはよう世界（ボイスオーバー）
- ザ・ベストハウス123
- 真相報道 バンキシャ!（ボイスオーバー）
- スーパーJチャンネル
- スタンダード日本語講座
- SmaSTATION!!（ボイスオーバー）
- 世界ふれあい街歩き（ボイスオーバー）
- 田原総一朗 熱論90分スペシャル!
- ダンシン
- どうする? 東京
- 日本音楽コンクール
- ニュースステーション
- NEWS ZERO（ボイスオーバー）
- パリミラノ・コレクション
- 三宅式こくごドリル

### テレビアニメ
2000年
- THE ビッグオー

### 劇場アニメ
2000年
- 風を見た少年

2015年
- アキの奏で（お祭り実行委員A）※方言指導も担当

### ゲーム
- シェンムー
- ジュリアン

### 方言指導
- 仮面ライダー555（2003年）